# گرادیان میدان الکتریکی
در فیزیک اتمی، فیزیک مولکولی و فیزیک حالت جامد، گرادیان میدان الکتریکی (انگلیسی: Electric field gradient) به مقیاس نرخ تغییر میدان الکتریکی در هسته اتم گفته می‌شود که توسط توزیع بار الکترونی تولید می‌شود.